# Juncus longistamineus
Juncus longistamineus là một loài thực vật có hoa trong họ Juncaceae. Loài này được A.Camus mô tả khoa học đầu tiên năm 1910.